# Eiselau
Eiselau ist ein Ortsteil von Beimerstetten im Alb-Donau-Kreis in Baden-Württemberg.
Der Weiler liegt drei Kilometer nordwestlich von Beimerstetten. Er besteht aus fünf Höfen und wurde im Jahre 1810 Teil der Gemeinde Beimerstetten.

## Geschichte
Eiselau wird erstmals 1356 als Ysenloch (Personenname Iso und loh = Wald) genannt. Der Ort kam mit Beimerstetten 1383/85 an Ulm und wurde nach 1810 zur Gemeinde Beimerstetten eingegliedert.